# Dalabygden
Dalabygden är en sk. endagstidning med redaktion i Falun och startade 1946 som en tidning för bondeförbundet och bytte 1958 till  centerpartistisk partifärg då partiet bytte namn. Numer är dock tidningen partipolitiskt oberoende och det finns inte längre några kopplingar till vare sig Centerpartiet eller andra politiska partier. Tidningen grundades 1946 och ingår idag i Sveagruppen Media AB. Tidningen har ca 3100 i upplaga.
Tidningens titel har 1946-1996 haft tillägget Tidning för Kopparbergs län och 1997 till augusti 1998 Tidning för Dalarnas län.

## Ansvarig utgivare och redaktörer
| Period                 | Ansvarig utgivare                         | Period                 | Redaktör                    | Titel              |
| 1945-01-24--1983-05-26 | Ericsson, Carl Axel                       | 1946-08-09--1982-02-25 | Ericsson, Carl Axel         |                    |
| 1983-05-27--1990-01-21 | Örjes, John Rolf Lennart avled 1990-01-21 | 1983-03-04--1990-01-19 | Örjes, Rolf                 |                    |
| 1990-01-26--1994-06-29 | Sigrand, Siv Astrid Cecilia               | 1982-03-12--1983-02-25 | Sigrand, Siv Astrid Cecilia |                    |
| 1994-06-30--1994-11-15 | Pettersson, Bo                            | 1990-01-26--1992-04-03 | Ingen uppgift               |                    |
| 1994-11-16--1997-08-20 | Ruhr, Lars-Gustav                         | 1992-04-10--1993-11-04 | Bo Pettersson               |                    |
| 1994-11-16--1998-08-27 | Eklund, Per Gunnar                        | 1993-11-11--1993-12-29 | Ingen uppgift               |                    |
| 1998-09-03--2006-06-30 | Pettersson, Bo                            | 1994-01-13--1997-08-14 | Ruhr, Lars G                | huvudredaktör      |
| 2006-07-07--2006-07-13 | Helmrich, Eva                             | 1997-08-21--2004-01-30 | Pettersson, Bo              | politisk redaktör  |
| 2006-07-14--2015-08-28 | Pettersson, Bo                            | 2004-02-06--2011-12-31 | Pettersson, Bo              | chefredaktör       |
| 2015-09-04--2017-01-13 | Patring, Ingrid                           | 2012-01-05--2018-09-14 | Lindström. Mats             | redaktionschef     |
| 2017-01-20--           | Pettersson, Bertil                        | 2018-12-07--2018-12-21 | Karlström, PeO              | stf redaktionschef |
|                        |                                           | 2019-01-04--2024-03-18 | Lindh, Niklas               | redaktionschef     |

## Utgivningsfrekvens och upplaga
Tidningen har hela sin utgivning utkommit en gång i veckan. Från 9 augusti 1946 till  januari 1993 på fredagar, 1993- 24 april 2003 på torsdagar, 2 maj 2003 - 23 augusti 2019 fredagar och från 29 augusti 2019 åter på torsdagar. Från 12 september 2014 blev tidningen morgontidning  
Då tidningen startade var upplagan 3000, och ökade sedan till över 11 000 på 1980-talet, men sjönk sedan till 4700 fram till år 2000. I dagsläget har upplagan ökat under år 2020 med 50 procent till ca 3100.

## Tryckning, pris och förlag
Tidningen trycktes inledningsvis i det större formatet men är nu i tabloidformat. Tidningen hade 8 sidor till 1955. 1965 var sidantalet dubblat till 16. Sedan dess har tidningen haft över 20 sidor, som mest 44 år 2008. Cirka 40 % av tidningen har varit annonser. Bilaga för Jord och Skogsbruk har utkommit cirka en gång i månaden. 1946-1957 trycktes tidning i enbart svart, men fick tillägg av en färg 1958-1974. Från 1975 har tidningen tryckts i fyrfärg då man i oktober 1974 började trycka i offset. 1993 började man med datasättning. Typsnittet har varit antikva. Tryckeri och tryckort har varierat under åren 1946 till 1957 trycktes tidningen i Sala på Salapostens boktryckeri AB. Sedan stod Tryckcentralen i Örebro för tryckningen till man gick över till offset 1974. Till 1993 stod sedan Dalarnas tidning för tryckningen men då Sveagruppen tog över började tryckeriorterna variera och tidningen har tryckts i Sala. Örebro, Eskilstuna, Karlstad, Södertälje, Norrtälje, Gävle, och Västerås.
Pris för tidningens helårsprenumeration var 1946 6 kr, fördubblades till 12 kr på tio år. 1970 hade priset stigit till 25 kr och 1987 passerade det 100 kronors vallen med 110 kr. 2006 hade det nått 525 kr. 2020 är priset 699 kr.  1946-1992 hette förlaget Dalabygdens tidningsförening u p a i Borlänge, från  9 juni 1992 Sveagruppen tidnings aktiebolag.